# Adye Douglas

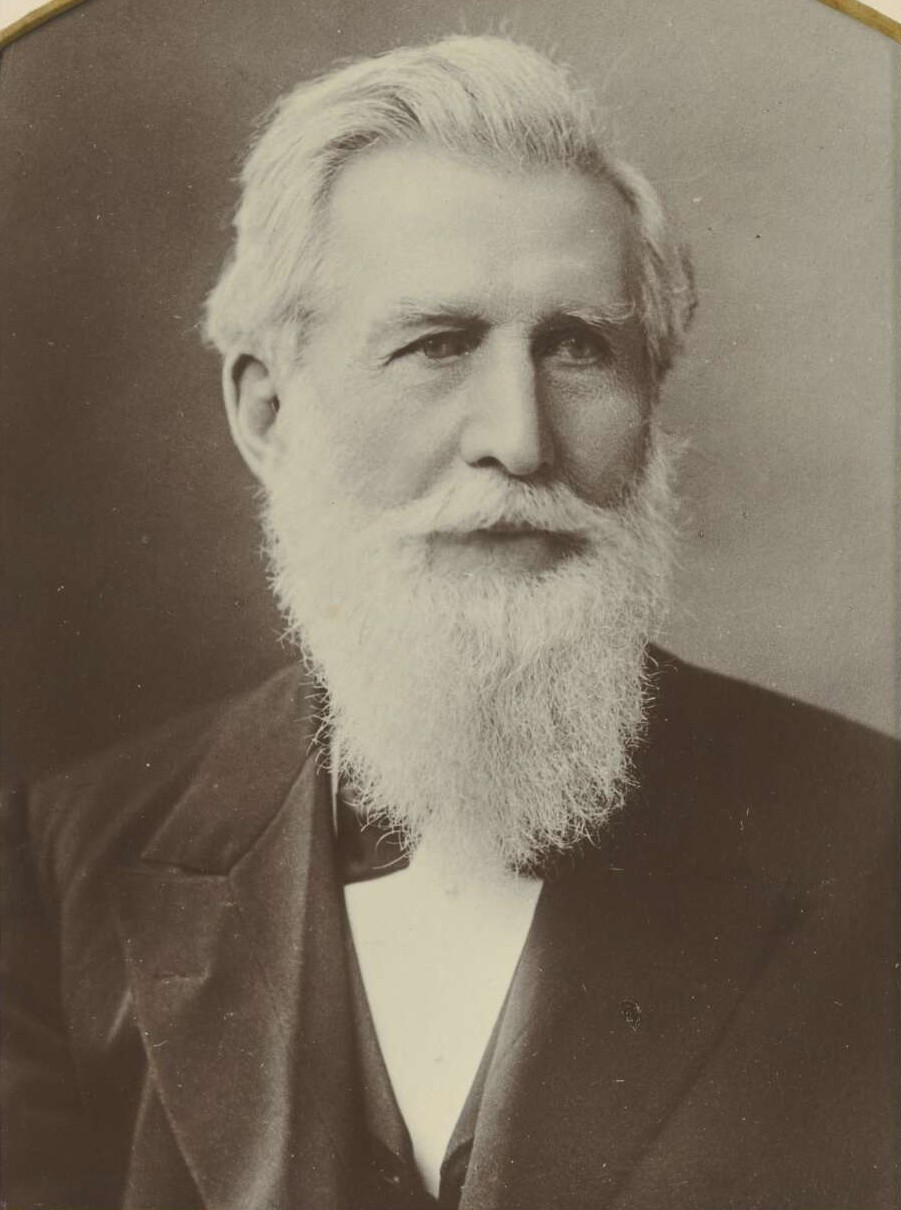
Adye Douglas (1898)

Hon. Sir Adye Douglas (* 31. Mai 1815 in Thorpe-Next-Norwich, Norfolk, England; † 10. April 1906 in Hobart, Tasmanien) war ein australischer Politiker, der unter anderem zwischen 1884 und 1886 Premierminister von Tasmanien war.

## Leben
Adye Douglas, der zeitweise First-Class Cricketspieler war, war als Rechtsanwalt tätig und gehörte von 1853 bis 1884 dem Stadtrat von Launceston als Mitglied an. Er fungierte von 1865 bis 1866 und noch einmal zwischen 1880 und 1882 als Bürgermeister von Launceston. Er wurde am 20. März 1855 als Parteiloser Mitglied des Tasmanischen Legislativrates (Tasmanian Legislative Council) und vertrat in diesem bis zu seinem Rücktritt im August 1856 den Wahlkreis „Launceston“. Nach seinem Rücktritt wurde er am 8. September 1856 für den Wahlkreis „Launceston“ zum Mitglied des Tasmanian House of Assembly gewählt, dem er bis zu seinem Rücktritt 1857 angehörte. Am 24. März 1862 wurde er abermals Mitglied des House of Assembly, in dem er nunmehr bis zu seiner Niederlage im September 1871 den Wahlkreis „Westbury“ vertrat. Unmittelbar darauf wurde er am 15. September 1871 im Wahlkreis „Norfolk Plains“ erneut zum Mitglied des House of Assembly gewählt, dem er jetzt bis September 1872 angehörte. Daraufhin wurde er am 24. September 1872 im Wahlkreis „Fingal“ noch einmal zum Mitglied des Tasmanian House of Assembly gewählt und gehörte diesem jetzt bis zu seinem Rücktritt im August 1884 an.
Als Nachfolger von William Giblin wurde er am 15. August 1884 Premierminister von Tasmanien und bekleidete dieses Amt bis zu seiner Ablösung durch James Agnew am 8. März 1886. Er wurde am 21. August 1884 nunmehr wieder Mitglied des Tasmanischen Legislativrates und vertrat in diesem bis zu seinem Rücktritt am 26. März 1886 den Wahlkreis „South Esk“. Am 17. Juni 1890 wurde er für den Wahlkreis „Launceston“ noch einmal Mitglied des Legislativrates, dem er jetzt bis zum 3. Mai 1904 angehörte. Zugleich übernahm er am 20. April 1894 von William Moore das Amt als Präsident des Tasmanischen Legislativrates und bekleidete dieses zehn Jahre lang bis zum 2. Mai 1904, woraufhin William Dodery neuer Präsident dieses Gremiums wurde. Für seine Verdienste wurde er am 14. August 1902 als Knight Bachelor (Kt) geadelt, so dass er fortan das Prädikat „Sir“ führte.

## Hintergrundliteratur
- W. A. Townsley: The Struggle for Self-Government in Tasmania 1842–1856, Hobart 1951
- F. C. Green (Herausgeber): A Century of Responsible Government 1856–1956, Hobart 1956